# Behold (album)
Behold er det tredje studiealbum af den danske singer-songwriter Mads Langer, der udkom den 9. maj 2011 på Sony Music. Albummet indeholder genindspilninger af tre sange ("Fact-Fiction", "You're Not Alone", og "Last Flower) fra hans selvbetitlede andet album fra 2009, og er det første under en international pladekontrakt med Sony Music. Behold er produceret af Mikkel Damgaard, Søren Balsner, Martin Terefe, Ethan Allen, og er co-produceret af Mads Langer.
Behold blev genudgivet i en Deluxe dobbelt-CD udgave den 19. november 2012. Den første CD indeholder det oprindelig album med de to nye numre "Better Place", der tidligere kun var tilgængelig på iTunes Store, og "Something New" der er kendt fra en tv-reklame med DFDS. Den anden CD indeholder studieindspilninger af seks sange som Mads Langer fremførte i TV 2-programmet Toppen af Poppen.

## Spor
| #   | Titel                      | Sangskriver(e)                             | Producer(e)                                 | Længde |
| --- | -------------------------- | ------------------------------------------ | ------------------------------------------- | ------ |
| 1.  | "I'm Leaving"              | Mads Langer                                | Mikkel Damgaard, Mads Langer*               | 4:34   |
| 2.  | "The River Has Run Wild"   | Langer                                     | Søren Balsner, Mads Langer*                 | 6:03   |
| 3.  | "Riding Elevators"         | Langer, Eddie Ottestad                     | Martin Terefe, Mads Langer*                 | 3:44   |
| 4.  | "Microscope"               | Langer                                     | Martin Terefe, Mads Langer*                 | 3:01   |
| 5.  | "Fact-Fiction"             | Langer, Boots Ottestad                     | Martin Terefe, Mads Langer*                 | 4:21   |
| 6.  | "Drunken Butterfly"        | Langer                                     | Mikkel Damgaard, Mads Langer*               | 4:21   |
| 7.  | "You're Not Alone"         | Timothy Kellet, Robin Taylor-Firth         | Søren Mikkelsen, Mads Langer*               | 3:10   |
| 8.  | "Remains of You"           | Langer, E. Ottestad                        | Søren Balsner, Mads Langer*                 | 3:45   |
| 9.  | "Last Flower"              | Langer, Marcus Winther-John, Emil Gotthard | Søren Balsner, Mads Langer*                 | 3:46   |
| 10. | "Rearranged"               | Langer                                     | Ethan Allen, Mikkel Damgaard^, Mads Langer* | 4:22   |
| 11. | "I Love You"               | Langer, B. Ottestad                        | Mikkel Damgaard, Mads Langer*               | 3:44   |
| 12. | "Death Has Fallen in Love" | Langer                                     | Mikkel Damgaard, Mads Langer*               | 4:32   |

| 13. | "Better Place" | 4:13 |

### BeholdDeluxe
| 1.  | "I'm Leaving"                | Mads Langer                                | Mikkel Damgaard, Mads Langer*               | 4:34 |
| 2.  | "The River Has Run Wild"     | Langer                                     | Søren Balsner, Mads Langer*                 | 6:03 |
| 3.  | "Riding Elevators"           | Langer, Eddie Ottestad                     | Martin Terefe, Mads Langer*                 | 3:44 |
| 4.  | "Microscope"                 | Langer                                     | Martin Terefe, Mads Langer*                 | 3:01 |
| 5.  | "Fact-Fiction"               | Langer, Boots Ottestad                     | Martin Terefe, Mads Langer*                 | 4:21 |
| 6.  | "Drunken Butterfly"          | Langer                                     | Mikkel Damgaard, Mads Langer*               | 4:21 |
| 7.  | "You're Not Alone"           | Timothy Kellet, Robin Taylor-Firth         | Søren Mikkelsen, Mads Langer*               | 3:10 |
| 8.  | "Remains of You"             | Langer, E. Ottestad                        | Søren Balsner, Mads Langer*                 | 3:45 |
| 9.  | "Last Flower"                | Langer, Marcus Winther-John, Emil Gotthard | Søren Balsner, Mads Langer*                 | 3:46 |
| 10. | "Rearranged"                 | Langer                                     | Ethan Allen, Mikkel Damgaard^, Mads Langer* | 4:22 |
| 11. | "I Love You"                 | Langer, B. Ottestad                        | Mikkel Damgaard, Mads Langer*               | 3:44 |
| 12. | "Death Has Fallen in Love"   | Langer                                     | Mikkel Damgaard, Mads Langer*               | 4:32 |
| 13. | "Something New" (bonus spor) | Langer                                     | Mikkel Damgaard, Mads Langer*               |      |
| 14. | "Better Place" (bonus spor)  | Langer, Steven McClintock                  | Søren Mikkelsen, Mads Langer*               |      |

| 1. | "København (Fra en DC9)"                                    | Knud Møller, Poul Martin Bonde, Mads Langer         | Møller, Bonde, Langer          | Peter Belli      |  |
| 2. | "Alle har en drøm"                                          | C.V. Jørgensen                                      | Kasper Winding                 | Kasper Winding   |  |
| 3. | "Overgi'r mig langsomt"                                     | Langer, Boe Larsen, Morten Woods                    | Langer, Larsen, Woods          | Sanne Salomonsen |  |
| 4. | "Deep Sleep"                                                | Nabiha Bensouda, Carl Ryden, Chanelle Gstettenbauer | Bensouda, Ryden, Gstettenbauer | Nabiha           |  |
| 5. | "Ik' Hate"                                                  | Johnson                                             | Lasse Kramhøft                 | Johnson          |  |
| 6. | "If This Is Cool" (taget fra udgivelsen Toppen af Poppen 3) | Dicte, Pete Smith                                   | Dicte, Smith                   | Dicte            |  |

- (*) angiver co-producer
- (^) angiver yderligere produktion